# Драновський Володимир Йосипович
Драновський Володимир Йосипович (нар. 10.01.1934, Дніпропетровськ) — доктор технічних наук.

## Біографія
Нородився в м. Дніпропетровськ.
В 1957 році закінчив Дніпропетровський держуніверситет і з 1957 по 1961 рр. займався викладацькою діяльністю в Дніпропетровському держуніверситеті.
З 1961 р. працює в Державному конструкторському бюро «Південне». Пройшов шлях від інженера до Головного конструктора КБ.
З 2003 року — член-кореспондент НАН України. Відомий вчений і великий фахівець в області ракетно-космічної науки і техніки. Список його наукових праць містить більше 200 найменувань.
Член-кореспондент Національної академії наук України (2003), доктор технічних наук (1992), заслужений діяч науки і техніки України (1995), лауреат Державних премій СРСР (1970) і України (1999) в галузі науки і техніки.